# العلاقات السريلانكية الفلسطينية
العلاقات السريلانكية الفلسطينية هي العلاقات الثنائية التي تجمع بين سريلانكا ودولة فلسطين.

## التاريخ

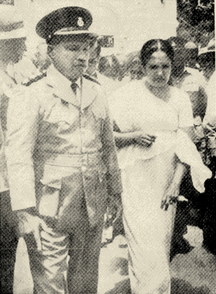
كان رئيس الوزراء سيريمافو باندارانايكي نصيرًا قويًا لفلسطين

يمكن إرجاع العلاقة بين سريلانكا وفلسطين، ولا سيما منظمة التحرير الفلسطينية، إلى عام 1971 عندما وعد حزب الحرية السريلانكي اليساري بقيادة سيريمافو باندارانايكا بإغلاق السفارة الإسرائيلية في سريلانكا لدعم القضية الفلسطينية خلال حملاتهم الانتخابية.
بدأت العلاقات بين فلسطين وسريلانكا في عام 1975 عندما فتحت منظمة التحرير الفلسطينية مكتبًا لها في كولومبو، وبعد عام تم إنشاء لجنة التضامن بين سريلانكا وفلسطين.
أغلقت الحكومة اليسارية بقيادة سيريمافو باندارانايكا خلال السبعينيات من القرن العشرين سفارة إسرائيل دعما للقضية الفلسطينية. ومع ذلك، بعد أن تولت الحكومة اليمينية بقيادة جونيوس ريتشارد جيوردين السلطة، أعادت سريلانكا العلاقات مع إسرائيل.
بعد إعلان الاستقلال الفلسطيني في 15 نوفمبر 1988، كانت جمهورية سريلانكا وجمهورية المالديف من بين الدول التي اعترفت بدولة فلسطين.
تم تعليق العلاقات الدبلوماسية مع إسرائيل مرة أخرى في عهد الرئيس راناسينغ بريماداسا بين عامي 1989 و1993 لدعم القضية الفلسطينية. ولكن في عام 2000 تم إعادة العلاقات مع إسرائيل. تدعم سريلانكا حاليًا حل الدولتين للصراع.
في عام 1997، عرض الرئيس الفلسطيني ياسر عرفات التوسط لتسوية الحرب الأهلية السريلانكية بعد اجتماعه مع رئيسة سريلانكا تشاندريكا كوماراتونجا.
في عام 2014، تبرعت سريلانكا بـ 130 مليون روبية لفلسطين كمساعدات إنسانية. وأعرب الرئيس مايثريبالا سيريسينا خلال خطاب الأمم المتحدة عن دعمه لنضال تحرير الشعب الفلسطيني، وحث الأمم المتحدة وجميع الدول الأعضاء على التعامل مع القضية الفلسطينية بطريقة أكثر إنسانية مع مراعاة الظروف اللاإنسانية التي يواجهونها. تصوت سريلانكا لصالح فلسطين في كل قرار تقريبًا يُعرض على الأمم المتحدة.

## العلاقات الحالية
تدعم سريلانكا حاليًا حل الدولتين لإنهاء الصراع إسرائيل وفلسطين. قدمت سريلانكا تبرعات نقدية لفلسطين في مناسبات مختلفة، أبرزها في عام 2014 عندما تبرعت سريلانكا بمليون دولار لتقديم مساعدات إنسانية لفلسطين. كما عارضت سريلانكا بشدة قرار الرئيس الأمريكي دونالد ترامب بالاعتراف بالقدس عاصمة لإسرائيل في الأمم المتحدة، ونظمت جمعية الصداقة البرلمانية الفلسطينية في سريلانكا (اختصارها SLPPFA) مسيرة حاشدة بقيادة وزير الصحة والتغذية في سريلانكا لدعم فلسطين.
أكد الرئيس السريلانكي ورئيس حزب الحرية السريلانكي اليساري مايثريبالا سيريسينا أن سريلانكا ملتزمة بالوقوف إلى جانب النضال من أجل استقلال الشعب الفلسطيني، كما منح الرئيس قطعة أرض لفلسطين في كولومبو لفتحها. حتى سفارة جديدة.